# Ljungan
Ljungan er en 350 km lang elv i landskaperne Härjedalen, Jämtland og Medelpad i Midtsverige. Ljungan har sit udspring  nordøst for Helagsfjället og flyder via søerne   Storsjön, Gruckensjöarna, Flåsjön, Stor- og Lill-Börtnen, Bergstjärn, Lännässjön, Nästelsjön, Rätanssjön, Handsjön, Holmsjön og Havern mod øst for at munde ud i Bottenhavet ved Kvissleby, ca. 15 km syd for Sundsvall. Den største biflod er Gimån. Der er en del vandkraftanlæg langs Ljungan. 

## Bifloder fra udmundingen til fjeldet
De bifloder som munder direkte i Ljungan står længst til venstre. Disses bifloder  længere til højre. (*) betegner kildevandløbene til de respektive elvsystemer.
- - Majån
  - Luckstaån
    - Linån*
    - Tälgslättån*
      - Bysjöån*
      - Gryttjesån*
        - Hasselån*

  - Hemgravsån
    - Lycksjöån*
    - Svartån*

  - Fanbyån
    - Tingån*
    - Åsån*
      - Palsjöån*
        - Granån*
          - Hällsjöån*

  - Gimån
    - Tivsjöån
      - Kassjöån

    - Ljungån
      - Söån
      - Ansjöån*
        - Gastsjöån
          - Åsbäcken
          - Ramsjöån*
          - Finnsjöån*

      - Balsjöån*
        - Flärkån*
          - Flodalsbäcken

    - Mörtån
    - Täckelån
    - Rotån
    - Sännån
      - Ovån
        - Räggån

      - Angelån*

    - Gårdsjöån
    - Binnån
    - Sösjöbäcken*
    - Bensjöån*
    - Märlan*
    - Sörvikån*
    - Hällborgsån*
    - Sölvbacka strömmar*
      - Forsaån*
      - Skidån*
      - Bodsjöbyån*
      - Hungån*
        - Mjölksjöån

      - Orrbodån

  - Roggån
    - Salån*
    - Brännbergsån*

  - Getterån
  - Alderängesån
  - Granån
    - Hegelån

  - Täljeån
  - Harrån
    - Markbäcken

  - Gulån
  - Vattenån
    - Dysjöån

  - Råsjöån
  - Aspån (Medelpad)
  - Harrsjöån
  - Juån
  - Björsjöån
  - Stor-Köljan
  - Norrån
  - Stensån
    - Grubbån*
    - Skålvattensån*

  - Hortesån
  - Länsterån
  - Gillån
  - Galvattsån
  - Loån
    - Börmån

  - Röjan
    - Svinhån

  - Kvarnån
  - Nällsjöån
  - Fuan (Fua)
    - Stor-Fuan* (Storfua)
    - Lill-Fuan* (Lihllfua)

  - Aspån (Aspaoa)
  - Rödbäcken (Raubekkjen)
  - Fiskån (Fiskjaoa)
  - Oxsjöån (Okssjøaoa)
  - Doveln
  - Brunnan (Brånna)
    - Tävjebäcken*
      - Lambriktsbäcken*

  - Galån (Galaoa) 
    - Styggbäcken (Styggbekkjen)

  - Kvarnbäcken (Kvarnbekkjen)
  - Arån (Araoa)
    - Lövan (Lauva)

  - Aloppan (Aloppa)
    - Mjöingsbäcken

  - Rövran (Røvra)
    - Dörrsjöån*

  - Henan (Ljungan)
    - Västra Henan*
      - Mid-Henan

    - Östra Henan*

  - Storån
    - Synderån

  - Tandån
  - Skärkån
    - Öjonån
      - Östra Helagsån*

  - Kesuån

62°18′57″N 17°22′57″Ø / 62.31583°N 17.38250°Ø